# Grand Prix de Milan
Le Grand Prix de Milan est une course hippique de plat se déroulant au mois de juin sur l'Hippodrome de San Siro, à Milan (Italie).
C'est une course de Groupe II réservée aux chevaux de 4 ans et plus. Jusqu'en 2015, il s'agissait d'une épreuve de groupe I, ouverte aux 3 ans et plus.  
Elle se court sur la distance de 2 400 mètres. En 2013, l'allocation est de 209 000 €.

## Palmarès depuis 1988
| Année                      | Vainqueur        | S/A* | Pays        | Père              | Jockey               | Entraîneur           | Propriétaire                  | Temps   |
| -------------------------- | ---------------- | ---- | ----------- | ----------------- | -------------------- | -------------------- | ----------------------------- | ------- |
| 2018                       | Night Music      | F.5  | Allemagne   | Sea The Stars     | Oisin Murphy         | Andreas Wohler       | Stall Salzburg                | 2'27"30 |
| 2017                       | Full Drago       | M.4  | Italie      | Pounced           | Dario Vargiu         | Stefano Botti        | Dioscuri Srl                  | 2'29"10 |
| 2016                       | Dylan Mouth      | M.5  | Italie      | Dylan Thomas      | Frankie Dettori      | Marco Botti          | Scuderia Effevi               | 2'35"90 |
| Éditions classées Groupe I |                  |      |             |                   |                      |                      |                               |         |
| 2015                       | Dylan Mouth      | M.4  | Italie      | Dylan Thomas      | Fabio Branca         | Stefano Botti        | Scuderia Effevi               | 2'26"70 |
| 2014                       | Benvenue         | M.5  | Italie      | Iffraaj           | Federico Bossa       | Raffaele Biondi      | Scuderia Inconlix             | 2'26"40 |
| 2013                       | Biz The Nurse    | M.3  | Italie      | Oratorio          | Cristian Demuro      | Stefano Botti        | Scuderia Aleali               | 2'27"40 |
| 2012                       | Earl of Tinsdal  | M.4  | Allemagne   | Black Sam Bellamy | William Buick        | Andreas Wohler       | Sunrace Stables               | 2'30"00 |
| 2011                       | Voila Ici        | M.6  | Italie      | Daylami           | Mirco Demuro         | Vittorio Caruso      | Scuderia Incolinx             | 2'34"40 |
| 2010                       | Jakkalberry      | M.4  | Italie      | Storming Home     | F.Branca             | S.Botti              | Effevi                        | 2'29"60 |
| 2009                       | Quijano          | M.7  | Allemagne   | Acatenango        | Andrasch Starke      | Peter Schiergen      | Gestüt Fährhof                | 2'29"60 |
| 2008                       | Quijano          | M.6  | Allemagne   | Acatenango        | Andrasch Starke      | Peter Schiergen      | Gestüt Fährhof                | 2'34"70 |
| 2007                       | Sudan            | M.4  | France      | Peintre Célèbre   | Frankie Dettori      | Elie Lellouche       | Gary A. Tanaka                | 2'32"10 |
| 2006                       | Shamdala         | F.4  | France      | Grand Lodge       | Christophe Soumillon | Alain de Royer-Dupré | S.A. Aga Khan                 | 2'28"70 |
| 2005                       | Electrocutionist | M.4  | Italie      | Red Ransom        | Edmondo Botti        | Valfredo Valiani     | Earle I. Mack                 | 2'30"60 |
| 2004                       | Senex            | M.4  | Allemagne   | Pelder            | William Mongil       | Hans Blume           | Stall Meerbusch               | 2'28"70 |
| 2003                       | Leadership       | M.4  | Royaume-Uni | Selkirk           | Richard Hills        | Saeed bin Suroor     | Godolphin                     | 2'28"30 |
| 2002                       | Falbrav          | M.4  | Italie      | Fairy King        | Dario Vargiu         | Luciano d'Auria      | Scuderia Rencati              | 2'24"90 |
| 2001                       | Paolini          | M.4  | Allemagne   | Lando             | Andreas Suborics     | Andreas Wöhler       | Carde Ostermann-Richter       | 2'34"80 |
| 2000                       | Endless Hall     | M.4  | Royaume-Uni | Saddler's Hall    | Fernando Jovine      | Luca Cumani          | Il Paralupo                   | 2'28"60 |
| 1999                       | Dark Moondancer  | M.4  | Royaume-Uni | Anshan            | Gérald Mossé         | Alain de Royer-Dupré | Ben Arbib                     | 2'30"80 |
| 1998                       | Ungaro           | M.4  | Royaume-Uni | Goofalik          | Terence Hellier      | Hans Blume           | Gestüt Röttgen                | 2'29"00 |
| 1997                       | Shantou          | M.4  | Royaume-Uni | Alleged           | Frankie Dettori      | John Gosden          | Cheikh Al Maktoum             | 2'26"00 |
| 1996                       | Strategic Choice | M.5  | Royaume-Uni | Alleged           | Richard Quinn        | Paul Cole            | Martyn Arbib                  | 2'27"20 |
| 1995                       | Lando            | M.5  | Allemagne   | Acatenango        | Michael Roberts      | Heinz Jentzsch       | Gestüt Ittlingen              | 2'24"80 |
| 1994                       | Petit Loup       | M.5  | France      | Danzig            | Walter Swinburn      | Christiane Head      | Maktoum Al Maktoum            | 2'29"70 |
| 1993                       | Platini          | M.4  | Royaume-Uni | Surumu            | Mark Rimmer          | Bruno Schütz         | Stall Steigenberger           | 2'31"70 |
| 1992                       | Mashaallah       | M.4  | Royaume-Uni | Nijinsky          | Steve Cauthen        | John Gosden          | Ahmed Al Maktoum              | 2'31"50 |
| 1991                       | Snurge           | M.4  | Royaume-Uni | Ela-Mana-Mou      | Richard Quinn        | Paul Cole            | Martyn Arbib                  | 2'29"80 |
| 1990                       | Tisserand        | M.5  | Italie      | Nadjar            | Vincenzo Mezzatesta  | M. Vincis            | Agricola Allevamento La Madia | 2'26"40 |
| 1989                       | Alwuhush         | M.4  | Royaume-Uni | Nureyev           | Willie Carson        | John L. Dunlop       | Hamdan Al Maktoum             | 2'26"30 |
| 1988                       | Tony Bin         | M.5  | Italie      | Kampala           | Pat Eddery           | Luigi Camici         | Luciano Gaucci                | 2'39"40 |